# Río Colorado (Santa Cruz)
El río Colorado es un río boliviano de la cuenca del río Amazonas, discurre enteramente por el Parque Nacional Amboró en el departamento de Santa Cruz es afluente del río Alturas del Yapacaní.

## Hidrografía
El río Colorado nace en las serranía de los Volcanes aproximadamente en las coordenadas (18°1′15″S 63°36′35″O / -18.02083, -63.60972), a una altura aproximada de 1.490 metros. desde su nacimiento el río tiene un recorrido en sentido noroeste hasta su desembocadura en el río Alturas del Yapacaní en las coordenadas (17°34′21″S 63°55′4″O / -17.57250, -63.91778) a una altitud de 365 metros. Todo su recorrido lo hace dentro de la Serranía de los Volcanes.